# Diecezja Kisantu
Diecezja  Kisantu – diecezja rzymskokatolicka w Demokratycznej Republice Konga. Powstała w 1931 jako wikariat apostolski. Podniesiona do rangi diecezji w 1959.

## Biskupi diecezjalni
- Alphonse Verwimp, S.J. † (1931–1960)
- Pierre Kimbondo † (1961–1973)
- Antoine Mayala ma Mpangu † (1973–1993)
- Fidèle Nsielele, (1994–2020)
- Jean-Crispin Kimbeni Ki Kanda (od 2022)